# Picapauzinho-do-amazonas
Picapauzinho-do-amazonas (nome científico: Picumnus lafresnayi) é uma espécie de ave pertencente à família dos picídeos.  Pode ser encontrada no Brasil, Colômbia, Equador e Peru. Seu habitat natural é de florestas subtropicais ou tropicais úmidas de baixa altitude.

## Subespécies
São reconhecidas quatro subespécies:
- Picumnus lafresnayi lafresnayi (Malherbe, 1862) - sudeste da Colômbia até o leste do Equador e o norte do Peru.
- Picumnus lafresnayi punctifrons (Taczanowski, 1886) - leste do Peru.
- Picumnus lafresnayi taczanowskii (Domaniewski, 1925) - nordeste e centro-norte do Peru (região Huambo-Inayabamba-Huánuco)
- Picumnus lafresnayi pusillus (Pinto, 1936) - centro-norte do Brasil (médio rio Amazonas até o rio Negro).